# Les Quadres (Gurb)
Les Quadres és una masia de Gurb (Osona) inclosa a l'Inventari del Patrimoni Arquitectònic de Catalunya.

## Descripció
Edifici de planta rectangular coberta a quatre vessants. La façana és orientada a llevant amb un escut d'arc rebaixat damunt el portal. A la part esquerra s'hi annexiona un cos de porxos de planta rectangular, tres pisos i cobert a tres vessants. A la part posterior s'hi annexiona un altre cos de porxos de més petites dimensions. A la part de migdia hi ha un gran clos tancat, actualment destinat a jardí i tancat per un mur de pedra amb garites de defensa als angles. En el mateix cos de la casa s'hi conserva també una garita.
Els materials constructius són la pedra arrebossada i pintada al damunt.
A pocs metres hi ha la masoveria, ja que Quadres ha perdut les seves funcions agrícoles per convertir-se en un mas senyorial.

## Història
Tenim notícies de l'existència de la vila de Quadres ja al 974, al testament de Wadimir, ardiaca de Vic, el qual en fa llegat a Sant Fruitós de Quadres, també conegut com a San Fruitós del Grau.
Aquest mas ha sofert diverses reformes de les quals només tenim data dels porxos, relativament recents, de 1806.